# Copa Italia 2019-20 (rugby)
La Copa Italia de 2019-20 fue la 32.ª edición de la copa nacional de Italia.

## Fase de grupos
|  | Avanzan a semifinales. |

### Grupo A
| Pos | Países           | Partidos | Partidos | Partidos | Tantos | Tantos | Tantos | Pts |
| Pos | Países           | G        | E        | P        | PF     | PC     | DP     | Pts |
| --- | ---------------- | -------- | -------- | -------- | ------ | ------ | ------ | --- |
| 1   | Viadana          | 2        | 0        | 0        | 72     | 26     | 46     | 10  |
| 2   | Valorugby Emilia | 1        | 0        | 1        | 70     | 46     | 24     | 5   |
| 3   | Rugby Lyons      | 0        | 0        | 2        | 18     | 85     | -67    | 0   |

### Grupo B
| Pos | Países        | Partidos | Partidos | Partidos | Tantos | Tantos | Tantos | Pts |
| Pos | Países        | G        | E        | P        | PF     | PC     | DP     | Pts |
| --- | ------------- | -------- | -------- | -------- | ------ | ------ | ------ | --- |
| 1   | Rovigo        | 2        | 0        | 0        | 75     | 40     | 35     | 9   |
| 2   | Colorno Rugby | 1        | 0        | 1        | 36     | 60     | -24    | 4   |
| 3   | I Medicei     | 0        | 0        | 2        | 39     | 48     | -9     | 1   |

### Grupo C
| Pos | Países          | Partidos | Partidos | Partidos | Tantos | Tantos | Tantos | Pts |
| Pos | Países          | G        | E        | P        | PF     | PC     | DP     | Pts |
| --- | --------------- | -------- | -------- | -------- | ------ | ------ | ------ | --- |
| 1   | Petrarca Padova | 2        | 0        | 0        | 91     | 16     | 75     | 10  |
| 2   | San Donà        | 1        | 0        | 1        | 32     | 48     | -16    | 5   |
| 3   | Mogliano        | 0        | 0        | 2        | 17     | 76     | -59    | 0   |

### Grupo D
| Pos | Países         | Partidos | Partidos | Partidos | Tantos | Tantos | Tantos | Pts |
| Pos | Países         | G        | E        | P        | PF     | PC     | DP     | Pts |
| --- | -------------- | -------- | -------- | -------- | ------ | ------ | ------ | --- |
| 1   | Fiamme Oro     | 2        | 0        | 0        | 55     | 36     | 19     | 10  |
| 2   | SS Lazio Rugby | 0        | 0        | 2        | 36     | 55     | -19    | 1   |

### Semifinal
| Ganador         | Ida     | Vuelta  | Global  | Perdedor      |
| --------------- | ------- | ------- | ------- | ------------- |
| Rugby Rovigo    | 41 - 10 | 5 - 17  | 46 - 27 | Rugby Viadana |
| Petrarca Padova | 34 - 20 | 18 - 12 | 52 - 32 | Fiamme Oro    |

### Final
| 18 de enero de 2020 | Rugby Rovigo | 10 - 3 | Petrarca Padova |  |  |

| Bandera de Italia    |
| Campeón Rugby Rovigo |
| Primer título        |